# Attacco al presidente
Attacco al presidente (The President's Man) è un film del 2000 diretto da Eric Norris e Michael Preece.

## Trama
Joshua McCord è un ex agente dei servizi segreti che ora si trova a dover addestrare un altro uomo, cioè il sergente Deke Slater (che sta scontando 30 anni in una prigione militare per l'omicidio di un detenuto), per poterlo inserire nel suo campo. Joshua nel frattempo è diventato un insegnante delle scuole superiori di Dallas, dove insegna le tecniche di sopravvivenza e ha anche adottato una vietnamita di nome Que, i cui genitori sono stati uccisi. Un giorno una giovane donna viene rapita da una misteriosa banda di terroristi, capeggiata dal generale Vanh Tran che si scoprirà non solo di essere una vecchia conoscenza di Joshua ma anche assassino dei genitori di Que. Joshua e Deke vengono spinti a capofitto in una missione d'azione, senza esclusione di colpi.

## Produzione
Le riprese sono state effettuate dal 30 novembre 1999 al 21 marzo 2000, interamente a Dallas, Texas, con un budget di 20 milioni di dollari. Il film è stato distribuito in USA il 2 aprile 2000, mentre mesi dopo è stato distribuito anche in DVD negli altri paesi fra cui Francia, Inghilterra e Argentina. In Italia è andato in onda in prima TV l'11 marzo 2001 su Rai 2.

## Sequel
Nel 2002 è stato distribuito un sequel intitolato Attacco al centro del potere.